# 仙笔鹤顶兰
仙笔鹤顶兰（学名：Phaius columnaris）为兰科鹤顶兰属下的一个种。